# El amor está de moda
El amor está de moda es una telenovela chilena producida y emitida por Canal 13 durante el primer semestre de 1995. Basada en la brasileña Ti Ti Ti, creada por Cassiano Gabus Mendes. Adaptada por Gerardo Cáceres, sus guionistas fueron Jorge Ramírez, Nadya Ramírez y Alfredo Rates. Contó con las actuaciones principales de Roberto Poblete, Fernando Kliche, Katty Kowaleczko, Esperanza Silva, Aline Küppenheim y Luciano Cruz-Coke. Cuenta con las actuaciones estelares de Liliana García, Claudia Conserva, Cristián de la Fuente, Adriana Vacarezza y Gloria Münchmeyer.

## Argumento
Andrés Correa (Fernando Kliche) y Aristóteles Sepúlveda (Roberto Poblete) son los protagonistas de una rivalidad que se desenvuelve en el fascinante mundo de la Alta Costura. Los dos son diseñadores. Andrés es el más exitoso, es un viudo con dos hijos veinteañeros, Valeria (Aline Kuppenheim) y Lucas (Cristián de la Fuente). Generalmente está rodeado de hermosas mujeres, mantiene una aventura con Claudia (Katty Kowaleczko), su asistente y un ligero compromiso con Jacqueline (Liliana García). Andrés sabe que le conviene mantener una relación con Jacqueline, puesto que es prácticamente su musa inspiradora, más que nada, es quien le ayuda con los diseños, pero no puede negar la gran atracción que siente por Claudia su secretaria, por lo que tendrá que hacer grandes peripecias para no ser descubierto por ambas. 
Por otra parte se encuentra Carmen, (Adriana Vacarezza) costurera, extrabajadora de Andrés ;una mujer con un carácter muy fuerte, quien cuida de su anciano padre Hugo, (Walter Kliche) un hombre jubilado e introvertido el cual apoya a su hija solo por miedo. A la vez Carmen tiene una joven hija llamada Gaby , (Claudia Conserva) está se enamora perdidamente de Lucas Correa, el cual solo juega con ella, pero Carmen no acepta esta relación debido a un secreto que la une a ella con los Correa, lo cual desarrollará conflictos extremos entre madre e hija sin saber las consecuencias.
Mientras, Aristóteles, está separado de Susana (Esperanza Silva), directora de la revista "Nous" con quien tiene un hijo, Juan Pablo (Luciano Cruz-Coke). Andrés debido a su éxito conoce a Susana. Los mutuos celos de Aristóteles y Susana, sumados a las proposiciones de Andrés hacia ella serán otro motivo para aumentar el odio entre los protagonistas. Aristóteles verá en una fiesta de la alta sociedad, la oportunidad de entrar al mundo de la moda de una forma distinta y así acabar con Andrés, de ahora en adelante, hará el papel de un famoso diseñador italiano ficticio "Vittorio Valentinni", el cual es el creador del vestido que Solange (Marcela Osorio) utilizará en esta gran fiesta acompañada de Pancho (Felipe Armas) y así generar conmoción en el mundo de la alta costura, Aristóteles utilizará los diseños de una anciana con problemas mentales Cecilia, (Gloria Münchmeyer) que vive en una casa de reposo. Ella crea los trajes y le envía los trajes en el cuerpo de muñecas barbies, lo que no sabe, es que esta mujer esta más relacionada con su rival de lo que el cree. Ari y Andrés comienzan a generar planes entre sí para acabarse el uno con el otro, siempre cada uno con un equipo de aliados.
Para colmo de males y para la desgracia de ambos diseñadores, Juan Pablo Sepúlveda conocerá a Valeria Correa, con la cual tendrá una intensa relación amor-odio a pesar de haber comenzado una relación con Javiera (Verónica Moraga), amiga de Valeria.

## Reparto

### Principales
- Fernando Kliche como Andrés Correa
- Roberto Poblete como Aristóteles Sepúlveda / Vittorio Valentini
- Liliana García como Jacqueline
- Esperanza Silva como Susana Acevedo
- Katty Kowaleczko como Claudia Hormazábal
- Aline Küppenheim como Valeria Correa
- Cristián de la Fuente como Lucas Correa
- Claudia Conserva como Gabriela Cáceres
- Luciano Cruz-Coke como Juan Pablo Sepúlveda
- Gloria Münchmeyer como Cecilia Correa
- Walter Kliche como Hugo Cáceres
- Patricia Guzmán como Julia Correa
- Adriana Vacarezza como Carmen Cáceres
- Sandra Solimano como Sonia
- Alex Zisis como Hernán Mujica
- Paulina Urrutia como Soledad
- Boris Quercia como Domingo
- Felipe Armas como Francisco
- Marcela Osorio como Solange
- Felipe Castro como Bob Muñoz
- Guido Vecchiola como Jorge Palacios
- Andrea Freund como Catalina Andrade
- Francisco López como Alex Correa
- Paola Camaggi como Patricia
- Carlos Díaz como Samuel
- Pía Salas como Amanda
- Felipe Viel como Antonio
- Gloria Laso como María Luisa Valdivieso
- José Secall como Agustín Andrade
- María Elena Duvauchelle como Soraya
- Gabriela Hernández como Leonor
- Luz Croxatto como Florencia
- Pedro Vicuña como Iván García
- Juan Falcón como Ambrosio Benavides
- Carmen Barros como Aurora Zañartu.
- Ramón Núñez como Tomás Blake
- Archibaldo Larenas como Prudencio Palacios

### Recurrentes e invitados especiales
- Alfredo Castro como Leonardo Soto
- Sonia Viveros como Ruth
- Patricio Achurra como Gonzalo
- Myriam Palacios como Rosalía
- Teresita Reyes como Lucía
- Sergio Urrutia como Director hospital
- Verónica Moraga como Javiera
- Hernán Hevia como Caco
- Ana Luz Figueroa como Julia Correa joven
- Francisca Merino como Marcela
- Alicia Pedroso como Nelly
- Verónica González como Camila
- Constanza Piwonka como Rocío
- Orietta Grendi como Myriam
- Cristián García-Huidobro como Animador concurso
- Macarena Baeza como costurera

## Banda sonora
- Que me pasa Contigo - Aline Kuppenheim (Tema principal)
- Coche Viejo - Paralamas
- Palabras del alma - Ilan Chester
- Párate y Mira - Los Pericos
- Lamento boliviano - Enanitos Verdes
- Porque me gusta a morir - Isabel Pantoja
- Estrella pasajera - Álvaro Scaramelli
- Voy en un coche - Christina Rosenvinge
- No me importa nada - Luz Casal
- Renacer - Gloria Estefan
- Mi forma de sentir - Pedro Fernández
- El baile de los que sobran - Los Prisioneros
- Ángel - Jon Secada
- El amor esta de moda - Aline Kuppenheim
- Estoy por ti - Amistades Peligrosas

## Versiones
- Ti Ti Ti (1985), telenovela Brasileña de Rede Globo, protagonizada por Luis Gustavo, Reginaldo Faria, Marieta Severo, Sandra Brea, Nathalia Timberg, Aracy Balabanian, José de Abreu, Lucía Alves, Cassio Gabus Mendes, Malu Mader, Tania Alves, Myriam Ríos, Pablo Castelli, Adriano Reys, Thais Campos, Rodolfo Bottino y Betty Goffman.
- Ti Ti Ti (2010), segundo remake de Rede Globo, protagonizado por Murilo Benício, Alexandre Borges, Cláudia Raia, Malu Mader, Ísis Valverde, Caio Castro, Christiane Torloni, Fernanda Souza, Dira Paes, Giulia Gam, Leopoldo Pacheco y  Guilhermina Guinle

## Curiosidades
- Telenovela retransmitida en una sola ocasión, entre el 8 de febrero y el 9 de julio de 1999, en el horario de las 13.00. A partir del 21 de junio, y hasta el fin de la teleserie, tanto el opening como el ending, fueron modificados, dado el cambio de nombre y de logo de la estación a Canal 13.

- La empresa de artículos de escritorio "Torre", con motivo del estreno, lanzó una edición limitada de cuadernos que en la portada lucía el logo de la teleserie.